# Kórymvos
Kórymvos (grec moderne : Κόρυμβος) est une localité située dans le dème de Souflí, dans le district régional d'Évros, dans la périphérie de Macédoine-Orientale-et-Thrace, en Grèce.
La localité appartient au district municipal d'Orféas et à la communauté municipale de Mavrokklísi. Selon le recensement de 2021, elle compte 117 habitants.